# Пауло Роберто Жамеллі Жуніор
Пауло Роберто Жамеллі Жуніор (порт. Paulo Roberto Jamelli Júnior, нар. 22 липня 1974, Сан-Паулу), також відомий як просто Жамеллі — колишній бразильський футболіст, що грав на позиції нападника. Надалі — футбольний тренер.
Виступав за бразильські, японські та іспанські клуби, а також національну збірну Бразилії. Володар Кубка Лібертадорес та Міжконтинентального кубка, дворазовий переможець Рекопи Південної Америки та володар Кубка Іспанії.

## Клубна кар'єра
У дорослому футболі дебютував 1993 року виступами за «Сан-Паулу», в якому провів два сезони, взявши участь лише у 7 матчах чемпіонату. У першому ж сезоні виборов з командою титул володаря Кубка Лібертадорес та став переможцем Рекопи Південної Америки та Міжконтинентального кубка, а в наступному році знову став тріумфатором Рекопи Південної Америки.
1995 року Жамеллі перейшов у «Сантус», де за два сезони забив 13 м'ячів в чемпіонаті.
На початку 1997 році Жамеллі відправився за кордон виступати в Японію в клуб «Касіва Рейсол», але в січні 1998 року був перекуплений іспанським клубом «Реал Сарагоса», що шукав заміну Дані Гарсії і Фернандо Мор'єнтесу, які напередодні перейшли в «Реал Мадрид». Незважаючи на нечасте потрапляння в стартовий склад, Жамеллі був важливим гравцем атаки: він забив 13 м'ячів в сезоні 2000/01 і допоміг клубу виграти Кубок Іспанії в тому сезоні, здолавши у фіналі «Сельту» з рахунком 3:1. Після вильоту «Сарагоси» в 2002 році в Сегунду Жамеллі продовжив грати і там, але в січні 2003 року повернувся у Бразилію, ставши гравцем «Корінтіанса».
Протягом першої половини 2004 року грав за японський клуб «Сімідзу С-Палс», після чого повернувся до Іспанії, ставши гравцем місцевої «Альмерії» з Сегунди, в якій провів сезон 2004/05, але не зміг допомогти команді вийти в Ла Лігу і після цього повернувся в «Корінтіанс», а у сезоні 2006 року грав за «Атлетіко Мінейру».
Завершив професійну ігрову кар'єру у клубі «Греміу Баруері» з Серії Б, за який виступав протягом сезону 2007 року.

## Виступи за збірну
Не маючи жодного матчу за національну збірну Бразилії, Жамеллі був включений у заявку на розіграш Золотого кубка КОНКАКАФ 1996 року у США. Бразилія була гостем на турнірі, тому відправила на турнір гравців віком до 23 років. Саме там 12 січня 1996 року нападник дебютував в офіційних матчах у складі національної збірної Бразилії в грі проти збірної Канади (4:1). В подальшому на турнірі виходив у матчах проти Гондурасу (забив два голи), США і Мексики і здобув з командою срібні медалі турніру, оскільки Бразилія у фіналі була переможена Мексикою з рахунком 0:2.
Єдиним матчем поза межами того турніру і останнім загалом у футболці збірної стала товариська зустріч 24 квітня 1996 року проти збірної Південно-Африканської Республіки. Загалом у формі головної команди країни Жамеллі провів 5 матчів, забивши 2 голи.

## Кар'єра тренера
У 2008 році Жамеллі став технічним координатором команди «Куритиба», але 1 квітня 2009 року через конфлікт з тренером Іво Вортманном пішов з клубу.
2011 року був головним тренером нижчолігової бразильської команди «Марсіліо Діас», але через незадовільні результати того ж року був звільнений з посади.

## Статистика
| Чемпіонат | Чемпіонат        | Чемпіонат        | Ліга | Ліга                            | Кубок            | Кубок            | Кубок ліги            | Кубок ліги            | Всього | Всього |
| Сезон     | Клуб             | Ліга             | Ігри | Голи                            | Ігри             | Голи             | Ігри                  | Голи                  | Ігри   | Голи   |
| Бразилія  | Бразилія         | Бразилія         | Ліга | Ліга                            | Кубок Бразилії   | Кубок Бразилії   | Кубок Ліги            | Кубок Ліги            | Всього | Всього |
| --------- | ---------------- | ---------------- | ---- | ------------------------------- | ---------------- | ---------------- | --------------------- | --------------------- | ------ | ------ |
| 1994      | «Сан-Паулу»      | Серія A          | 7    | 0                               |                  |                  |                       |                       | 7      | 0      |
| 1995      | «Сантус»         | Серія A          | 22   | 8                               |                  |                  |                       |                       | 22     | 8      |
| 1996      | «Сантус»         | Серія A          | 19   | 5                               |                  |                  |                       |                       | 19     | 5      |
| Японія    | Японія           | Японія           | Ліга | Ліга                            | Кубок Імператора | Кубок Імператора | Кубок Джей-ліги       | Кубок Джей-ліги       | Всього | Всього |
| 1997      | «Касіва Рейсол»  | Джей-ліга        | 28   | 14                              | 2                | 1                | 7                     | 1                     | 37     | 16     |
| Іспанія   | Іспанія          | Іспанія          | Ліга | Ліга                            | Кубок Іспанії    | Кубок Іспанії    | Кубок іспанської ліги | Кубок іспанської ліги | Всього | Всього |
| 1997/98   | «Реал Сарагоса»  | Ла Ліга          | 16   | 4                               |                  |                  |                       |                       | 16     | 4      |
| 1998/99   | «Реал Сарагоса»  | Ла Ліга          | 23   | 4                               |                  |                  |                       |                       | 23     | 4      |
| 1999/00   | «Реал Сарагоса»  | Ла Ліга          | 15   | 1                               |                  |                  |                       |                       | 15     | 1      |
| 2000/01   | «Реал Сарагоса»  | Ла Ліга          | 33   | 13                              |                  |                  |                       |                       | 33     | 13     |
| 2001/02   | «Реал Сарагоса»  | Ла Ліга          | 15   | 1                               |                  |                  |                       |                       | 15     | 1      |
| 2002/03   | «Реал Сарагоса»  | Сегунда Дивізіон | 5    | 1                               |                  |                  |                       |                       | 5      | 1      |
| Бразилія  | Бразилія         | Бразилія         | Ліга | Ліга                            | Кубок Бразилії   | Кубок Бразилії   | Кубок Ліги            | Кубок Ліги            | Всього | Всього |
| 2003      | «Корінтіанс»     | Серія A          | 19   | 3                               |                  |                  |                       |                       | 19     | 3      |
| Японія    | Японія           | Японія           | Ліга | Ліга                            | Кубок Імператора | Кубок Імператора | Кубок Джей-ліги       | Кубок Джей-ліги       | Всього | Всього |
| 2004      | «Сімідзу С-Палс» | Джей-ліга        | 3    | 0                               | 0                | 0                | 1                     | 0                     | 4      | 0      |
| Іспанія   | Іспанія          | Іспанія          | Ліга | Ліга                            | Кубок Іспанії    | Кубок Іспанії    | Кубок іспанської ліги | Кубок іспанської ліги | Всього | Всього |
| 2004/05   | «Альмерія»       | Сегунда Дивізіон | 26   | 2                               |                  |                  |                       |                       | 26     | 2      |
| Країна    | Бразилія         | Бразилія         | 67   | 16\|\|\|\|\|\|\|\|\|\|67\|\|16  |                  |                  |                       |                       |        |        |
| Країна    | Японія           | Японія           | 31   | 14                              | 2                | 1                | 8                     | 1                     | 41     | 16     |
| Країна    | Іспанія          | Іспанія          | 133  | 26\|\|\|\|\|\|\|\|\|\|133\|\|26 |                  |                  |                       |                       |        |        |
| Всього    | Всього           | Всього           | 231  | 56                              | 2                | 1                | 8                     | 1                     | 241    | 58     |

## Титули і досягнення

### Командні
- Володар Кубка Лібертадорес (1):

«Сан-Паулу»: 1993
- Володар Міжконтинентального кубка (1):

«Сан-Паулу»: 1993
- Переможець Рекопи Південної Америки (2):

«Сан-Паулу»: 1993, 1994
- Володар Кубка Іспанії з футболу (1):

«Реал Сарагоса»: 2000-01

### Збірні
- Срібний призер Золотого кубка КОНКАКАФ: 1996

### Особисті
- Володар Срібного м'яча Бразилії: 1995